# Al Kasha
Alfred Al Kasha (ur. 22 stycznia 1937 w Nowym Jorku, zm. 14 września 2020 w Los Angeles) – amerykański kompozytor muzyki filmowej.

## Filmografia
muzyka
- 1963: Gidget wyrusza do Rzymu
- 1977: Pete’s Dragon
- 1987: Dorothy Meets Ozma of Oz
- 1991: The Giant of Thunder Mountain
- 2003: Pełzaki szaleją

## Nagrody i nominacje
Laureat dwóch Oskarów (czterokrotnie nominowany do tej nagrody). Był trzykrotnie nominowany do nagrody Złotego Globu.